# San Giovanni (estación)
San Giovanni (en español: San Juan) es una estación de las líneas A y C del Metro de Roma. Inaugurada en 1980 en la línea A, y completamente subterránea, el 12 de mayo de 2018 se convirtió en punto de combinación con la línea C.
La estación se encuentra en Piazzale Appio, al inicio de la Via Appia Nuova, cercana a la Archibasílica de San Juan de Letrán y la Porta San Giovanni, que le dan el nombre a la estación. En su entorno, además, se encuentra el Palacio de Letrán, el Obelisco de Letrán, la Basílica de la Santa Cruz de Jerusalén y la Porta Asinaria.

## Historia
La estación San Giovanni fue construida como parte de la primera sección construida de la línea A del metro, que entró en servicio el 16 de febrero de 1980 desde Ottaviano a Anagnina.
Debido al plan original, que preveía la construcción de la línea C, se aprovechó de construir parte importante de la futura estación para evitar replicar el mismo número de piques de construcción. Sin embargo, debido a hallazgos arqueológicos en la extensión de la línea C, durante la primavera de 2008, se obligó al descenso de la nueva línea de metro más profundo de la ya existente línea A. Algunos accesos se encuentran actualmente cerrados debido a la construcción, y se planea la inauguración de la estación de combinación para el otoño de 2017.
Entre el 31 de enero de 2011, hasta diciembre del mismo año (cuatro meses antes de lo previsto), debido al avance de las obras de la línea C, el servicio en  San Giovanni era detenido durante las noches.